# أبو بكر بن أبي أويس
أبو بكر بن أبي أويس المدني، واسمه عبد الحميد بن عبد الله بن عبد الله بن أويس بن مالك بن أبي عامر الأصبحي المدني، من رواة الحديث، توفي سنة إثنين ومائتين.

## روايته للحديث النبوي
- روى عن: أبى ذئب، وسليمان بن بلال وداود بن قيس، وأبيه أبى أويس.

- روى عنه: أخوه إسماعيل ومحمد بن عبد اللَّه بن عبد الحكم، وإبراهيم بن المنذر.[2]

- الجرح والتعديل: قال أبو الفتح الأزدي: يضع الحديث. قال ابن حجر العسقلاني: ثقة نسبه الأزدي إلى الوضع بلا مستند فلم يصب، ومرة: احتج به الجماعة إلا ابن ماجة. قال ابن عبد البر الأندلسي: بالغ في الرد على الأزدي، فقال: هذا رجم بالظن الفاسد وكذب محض. قال الذهبي: ثقة، وتعقب تجريح الأزدي له بقوله: هذا الأزدي، وهذه منه زلة قبيحة. وقدمه أبو دواد السجستاني على أخيه. قال أحمد بن شعيب النسائي: ضعيف. قال الدارقطني: حجة. قال يحيى بن معين: ثقة، ومرة: ليس به بأس.[3]

وروى له الجماعة سوى ابن ماجة.